# ACM 인간-컴퓨터 상호작용 학회

ACM 인간-컴퓨터 상호작용 학회 (ACM Conference on Human Factors in Computing Systems, CHI)는 일반적으로 인간-컴퓨터 상호작용 분야에서 가장 권위있다고 간주되는 학회로, 컴퓨터공학 분야의 탑 컨퍼런스로 알려져 있다. CHI는 ACM SIGCHI의 인간-컴퓨터 상호작용 분야의 분과인 SIGCHI에서 매년 주최된다. 1982년 처음으로 개최된 이래, 매년 전세계 수천명의 학자, 산업계 종사자 및 일반인들이 CHI에 참석하고 있다. 2023년 CHI 학회는 함부르크에서 진행될 예정이다.

## 역사
CHI 학회는 미국 매릴랜드주 Gaithersburg에서 Bill Curtis와 Ben Shneiderman에 의해 개최가 논의되었다. 해당 해에 처음으로 ACM의 SIGCHI 분과의 설립이 공표되었고, SIGCHI는 ACM CHI의 공식적인 후원자가 되었다. 이후 CHI 학회는 미국 메사츠세츠주의 보스턴에서 1983년 처음으로 열렸고, 1985년 캘리포니아주 샌프란시스코에서 개최된 이래로 매년 전세계 각지에서 개최되고 있다.
CHI 학회는 시간이 지날수록 급격하게 성장하였는데, 1982년의 미팅에 907명의 참가자들이 참여한 이래로 CHI 90에는 2,314명이 참가하는 등 그 수가 꾸준이 증가하였다. 초창기 이후로 CHI는 매우 경쟁적인 학회가 되었는데, 1993년 이후로는 논문의 합격률이 30% 이하로 계속 유지되고 있다. 특히 1992년 이후로는 매년 합격하는 논문의 수가 조금씩 증가함에도 불구하고 제출되는 논문들이 기하급수적으로 증가하여 합격률이 약 20% 정도로 유지되고 있다. 학회에 참가하는 인원의 수도 계속 증가하여, 2013년에는 3,300명, 그리고 2019년에는 3,800명이 넘는 사람들이 참여하기도 하였다.

## 연구 분야
CHI 학회는 다음과 같은 연구 분야를 다루고 있다.
- 사용자 경험 및 사용성 (User Experience and Usability)
- 특화된 적용분야 (Specific Applications Areas)
- 학습, 교육 및 가족 (Learning, Education, and Families)
- 개인을 넘어선 인터랙션 (Interaction Beyond the Individual)
- 게임 (Games and Play)
- 개인정보 보호 및 보안 (Privacy and Security)
- 시각화 (Visualization)
- 건강 (Health)
- 접근성 및 노화 (Accessibility and Aging)
- 디자인 (Design)
- 인터랙션 기법, 기기 및 모달리티 (Interaction Techniques, Devices, and Modalities)
- 사람에 대한 이해: 이론, 개념, 방법론 (Understanding People: Theory, Concepts, Methods)
- 인터랙티브 시스템 개발 (Engineering Interactive Systems and Technologies)
- 중요한, 지속가능한 컴퓨팅 (Critical and Sustainable Computing)
- 컴퓨테이셔널 인터랙션 (Computational Interaction)

## 트랙
CHI 학회는 다음과 같은 여러 가지 트랙으로 구성되어 있다.
- 학술 논문 (Paper)
- 포스터 (Late-Breaking Work)
- 산업 종사자들의 사례 연구 (Case Study)
- 데모, 상호작용성 연구, alt.chi 및 비디오 프리뷰 (Demonstration, Interactivity, alt.chi & Video Preview)
- 각 분야의 전문가에 의해 열리는 워크샵, 강좌 및 연설 (Workshop/Symposia, Course & Panels)
- SIG (Special Interest Groups)
- 박사 컨소시움 (Doctoral Consortium)
- 학생 연구/게임 경진대회 (Student Research Competition & Student Game Competition)

## CHI 학회 일정
과거 및 미래의 CHI 학회 일정은 다음과 같다.
| 연도 | 도시         | 국가          | 링크                                                                      | 참가자               |
| ---- | ------------ | ------------- | ------------------------------------------------------------------------- | -------------------- |
| 2023 | 함부르크     | 독일          | https://chi2023.acm.org/%5B깨진+링크(과거+내용+찾기)%5D                   | 미정                 |
| 2022 | 뉴올리언스   | 미국          | https://chi2022.acm.org/                                                  | 미정                 |
| 2021 | -            | 원격으로 진행 | https://chi2021.acm.org/                                                  | 4,500                |
| 2020 | 호놀룰루     | 미국          | https://chi2020.acm.org/                                                  | COVID-19로 인해 취소 |
| 2019 | 글래스고     | 영국          | https://chi2019.acm.org/ 보관됨 2019-12-14 - 웨이백 머신                  | 3,855                |
| 2018 | 몬트리올     | 캐나다        | https://chi2018.acm.org/                                                  | 3,372                |
| 2017 | 덴버         | 미국          | https://chi2017.acm.org                                                   | 2,939                |
| 2016 | 산 호세      | 미국          | http://chi2016.acm.org/                                                   | 3,624                |
| 2015 | 서울         | 대한민국      | http://chi2015.acm.org                                                    | 2,896                |
| 2014 | 토론토       | 캐나다        | http://chi2014.acm.org                                                    | 3,001                |
| 2013 | 파리         | 프랑스        | http://chi2013.acm.org                                                    | 3,443                |
| 2012 | 오스틴       | 미국          | http://chi2012.acm.org                                                    | 2,616                |
| 2011 | 밴쿠버       | 캐나다        | http://www.chi2011.org                                                    | 2,822                |
| 2010 | 애틀란타     | 미국          | http://www.chi2010.org                                                    | 2,384                |
| 2009 | 보스턴       | 미국          | https://web.archive.org/web/20090401064142/http://www.chi2009.org/        | 2,358                |
| 2008 | 플로렌스     | 이탈리아      | http://www.chi2008.org                                                    | 2,361                |
| 2007 | 산 호세      | 미국          | http://www.chi2007.org                                                    | 2,620                |
| 2006 | 몬트리올     | 캐나다        | http://www.chi2006.org                                                    | 2,250                |
| 2005 | 포틀랜드     | 미국          | http://www.chi2005.org                                                    | 1,947                |
| 2004 | 비엔나       | 오스트리아    | http://www.chi2004.org                                                    | 1,815                |
| 2003 | 포트로더데일 | 미국          | http://www.chi2003.org                                                    | 1,435                |
| 2002 | 미니애폴리스 | 미국          | https://web.archive.org/web/20120503101627/http://old.sigchi.org/chi2002/ | 1,726                |
| 2001 | 시애틀       | 미국          | https://web.archive.org/web/20061205031817/http://acm.org/sigchi/chi2001/ | 2,832                |
| 2000 | 헤이그       | 네덜란드      | https://web.archive.org/web/20061205032517/http://acm.org/sigchi/chi2000/ | 2,628                |
| 1999 | 피츠버그     | 미국          | https://web.archive.org/web/20120415172922/http://old.sigchi.org/chi99/   | 2,264                |
| 1998 | 로스엔젤레스 | 미국          | https://web.archive.org/web/20120503104258/http://old.sigchi.org/chi98/   | 2,310                |
| 1997 | 애틀란타     | 미국          | https://web.archive.org/web/20120509210544/http://old.sigchi.org/chi97/   | 2,081                |
| 1996 | 밴쿠버       | 캐나다        | https://web.archive.org/web/20120415173511/http://old.sigchi.org/chi96/   | 2,344                |
| 1995 | 덴버         | 미국          | https://web.archive.org/web/20120509211217/http://old.sigchi.org/chi95/   | 2,254                |
| 1994 | 보스턴       | 미국          |                                                                           | 2,618                |
| 1993 | 암스테르담   | 네덜란드      |                                                                           | 1,608                |
| 1992 | 몬테레이     | 미국          |                                                                           | 2,350                |
| 1991 | 뉴올리언스   | 미국          |                                                                           | 1,762                |
| 1990 | 시애틀       | 미국          |                                                                           | 2,263                |
| 1989 | 오스틴       | 미국          |                                                                           | 1,611                |
| 1988 | 워싱턴 D.C   | 미국          |                                                                           | 1,450                |
| 1987 | 토론토       | 캐나다        |                                                                           | 1,300                |
| 1986 | 보스턴       | 미국          |                                                                           | 1,275                |
| 1985 | 샌프란시스코 | 미국          |                                                                           | 1,250                |
| 1983 | 보스턴       | 미국          |                                                                           | 1,000                |
| 1982 | 게이더스버그 | 미국          |                                                                           | 906                  |